# Erdal
Pour les articles homonymes, voir Erdal (homonymie).
Erdal est un village de Norvège dans le comté de Vestland.